# Best of RBD
Best of RBD es el segundo álbum de grandes éxitos del grupo pop mexicano RBD, lanzado el 23 de septiembre de 2008 en México. En Estados Unidos el álbum se tituló Greatest Hits y fue lanzado el 25 de noviembre de 2008. En Brasil se titula "Hits Em Português" y es lanzado el 22 de octubre de 2008.
El álbum contiene todos los sencillos de los cinco álbumes de estudio del grupo, Rebelde (2004), Nuestro amor (2005), Celestial (2006), Rebels (2006) y Empezar desde cero (2007), además de la versión estudio del sencillo «No pares», lanzada en su álbum Live in Hollywood (2006).

## Lanzamiento y contenido
El álbum contiene los sencillos de sus álbumes anteriores. Los únicos sencillos no incluidos en el álbum son «México, México», «Wanna play», «Cariño mio», «The family», «Estar bien» e «Y no puedo olvidarte», este último siendo el último sencillo del álbum en estudio Empezar desde cero.
El 23 de septiembre de 2008 se lanzó el CD/DVD en México. El CD contiene quince sencillos, y el DVD contiene doce videos musicales. En Brasil se lanzó Hits Em Português, el cual contiene los sencillos de la agrupación en portugués y es lanzado el 22 de octubre de 2008. En Estados Unidos se lanza el 25 de noviembre de 2008 el CD/DVD titulado "Greatest Hits". Dicho CD/DVD contiene once temas más contenido multimedia extra y once videos musical más el making of del video del sencillo «Empezar desde cero», además del karaoke del tema «Inalcanzable».

## Recepción

### Desempeño comercial
En América del Norte, el álbum cosecha un éxito moderado. En México el álbum debutó el puesto treinta y siete del Mexican Albums Charts, alcanzando a la segunda semana el puesto veinticuatro, su más alta posición en la lista. En Estados Unidos el álbum se posicionó en la novena posición del Billboard Latin Pop Albums y en el puesto treinta y siete del Billboard Top Latin Albums.
En Europa, el álbum tuvo una aceptable recepción. En España el álbum debutó en el puesto cuarenta y nueve del Spanish Albums Charts y logró solo cuatro semanas en las listas de PROMUSICAE. En Croacia el álbum debutó en el puesto cuarenta y nueve del Croatian Albums Charts, a su segunda semana alcanzó el segundo puesto de la lista.
En América del Sur, el álbum obtuvo una buena recepción desde su lanzamiento. En 2008 el álbum se posicionó en el sexto puesto de los álbumes más vendidos del año en Ecuador.

### Crítica
Jason Birchmeier, del sitio web Allmusic argumentó que el álbum se trataba de una señal de que la agrupación estaba por llegar a su fin, lo describe como una colección sencilla que incluye material inédito. Agregó que «las canciones se encuentran ordenadas cronológicamente, mostrando la madurez constante del grupo como un acto musical». Finalmente, comenta que todos los hits principales se encuentran en el álbum, y que Best of RBD es una recopilación bien lograda de los grandes éxitos del grupo durante sus cuatro años fenomenales de éxito, que parece estar llegando a su fin.

## Best of RBD

### Lista de canciones
- CD/DVD

| Best of RBD - CD |                              |                                           |          |  |
| N.º              | Título                       | Escritor(es)                              | Duración |  |
| 1.               | «Rebelde»                    | DJ Kafka, Max Di Carlo                    | 3:32     |  |
| 2.               | «Solo quédate en silencio»   | Mauricio Arriaga                          | 3:37     |  |
| 3.               | «Un poco de tu amor»         | DJ Kafka, Max Di Carlo                    | 3:24     |  |
| 4.               | «Sálvame»                    | DJ Kafka, Max Di Carlo, Pedro Damián      | 3:43     |  |
| 5.               | «No pares» (Versión estudio) | Lynda, Carlos Lara                        | 3:47     |  |
| 6.               | «Nuestro amor»               | Memo Méndez Guiu, Emil "Billy" Méndez     | 3:34     |  |
| 7.               | «Aún hay algo»               | Carlos Lara, Karen Sokoloff               | 3:33     |  |
| 8.               | «Este corazón»               | Armando Ávila                             | 3:30     |  |
| 9.               | «Tras de mí»                 | Carlos Lara, Karen Sokoloff, Pedro Damián | 3:11     |  |
| 10.              | «Tu amor»                    | Diane Warren                              | 4:38     |  |
| 11.              | «Ser o parecer»              | Armando Ávila                             | 3:33     |  |
| 12.              | «Celestial»                  | Carlos Lara, Pedro Damián                 | 3:27     |  |
| 13.              | «Bésame sin miedo»           | Chico Bennett, John Ingoldsby             | 3:33     |  |
| 14.              | «Inalcanzable»               | Carlos Lara                               | 4:14     |  |
| 15.              | «Empezar desde cero»         | Armando Ávila                             | 3:14     |  |

| Best of RBD - DVD |                                                |          |  |
| N.º               | Título                                         | Duración |  |
| 1.                | «Rebelde» (Video musical)                      |          |  |
| 2.                | «Solo quédate en silencio» (Video musical)     |          |  |
| 3.                | «Sálvame» (Video musical)                      |          |  |
| 4.                | «No pares» (Video musical - Live in Hollywood) |          |  |
| 5.                | «Nuestro amor» (Video musical)                 |          |  |
| 6.                | «Aún hay algo» (Video musical)                 |          |  |
| 7.                | «Tu amor» (Video musical)                      |          |  |
| 8.                | «Ser o parecer» (Video musical)                |          |  |
| 9.                | «Celestial» (Video musical)                    |          |  |
| 10.               | «Bésame sin miedo» (Video musical)             |          |  |
| 11.               | «Inalcanzable» (Video musical)                 |          |  |
| 12.               | «Empezar desde cero» (Video musical)           |          |  |

## Hits em Português
Hits Em Português es una colección del suceso en portugués de RBD fue lanzado el 22 de octubre de 2008, contiene sus sencillos «Rebelde», «Fique em silêncio», «Salva-me», «Nosso amor», «Venha de novo o amor», «Ser ou parecer», «Celestial», y «Beija-me sem medo».

### Lista de canciones
| N.º | Título                 | Duración |  |
| 2.  | «Salva-me»             |          |  |
| 3.  | «Ser ou Parecer»       |          |  |
| 4.  | «Celestial»            |          |  |
| 5.  | «Beija-me Sem Medo»    |          |  |
| 6.  | «Rebelde»              |          |  |
| 7.  | «Esse Coração»         |          |  |
| 8.  | «Ao seu Lado»          |          |  |
| 9.  | «Ensina-me»            |          |  |
| 10. | «Nosso Amor»           |          |  |
| 11. | «Fique em Silêncio»    |          |  |
| 12. | «O que Há Por Tras»    |          |  |
| 13. | «Talvez Depois»        |          |  |
| 14. | «Querer-te»            |          |  |
| 15. | «Um Pouco Desse Amor»  |          |  |
| 16. | «Venha de Novo o Amor» |          |  |

## Greatest Hits
Greatest Hits es la versión estadounidense de Best of, que fue lanzada el 25 de noviembre de 2008 en versión CD+DVD. Greatest Hits a diferencia de las otras dos versiones solo incluye once sencillos de los quince incluidos en la versión estándar. Trae un bonus multimedia con el karaoke de «Inalcanzable» y una fotogalería.

### Lista de canciones
CD
|     |                            |          |  |  |  |  |  |  |  |  |
| N.º | Título                     | Duración |  |  |  |  |  |  |  |  |
| 1.  | «Rebelde»                  |          |  |  |  |  |  |  |  |  |
| 2.  | «Solo Quédate en Silencio» |          |  |  |  |  |  |  |  |  |
| 3.  | «Sálvame»                  |          |  |  |  |  |  |  |  |  |
| 4.  | «Nuestro Amor»             |          |  |  |  |  |  |  |  |  |
| 5.  | «Aún Hay Algo»             |          |  |  |  |  |  |  |  |  |
| 6.  | «Este Corazón»             |          |  |  |  |  |  |  |  |  |
| 7.  | «Tu Amor»                  |          |  |  |  |  |  |  |  |  |
| 8.  | «Ser o Parecer»            |          |  |  |  |  |  |  |  |  |
| 9.  | «Celestial»                |          |  |  |  |  |  |  |  |  |
| 10. | «Inalcanzable»             |          |  |  |  |  |  |  |  |  |
| 11. | «Empezar Desde Cero»       |          |  |  |  |  |  |  |  |  |

| Bonus Multimedia |                                |          |  |
| N.º              | Título                         | Duración |  |
| 12.              | «Estar Bien» (Bonus Track)     |          |  |
| 13.              | «Karaoke "Empezar Desde Cero"» |          |  |
| 14.              | «Fotogalería»                  |          |  |

DVD
|     |                            |          |  |  |  |  |  |  |  |  |
| N.º | Título                     | Duración |  |  |  |  |  |  |  |  |
| 1.  | «Rebelde»                  |          |  |  |  |  |  |  |  |  |
| 2.  | «Solo Quédate en Silencio» |          |  |  |  |  |  |  |  |  |
| 3.  | «Sálvame»                  |          |  |  |  |  |  |  |  |  |
| 4.  | «Nuestro Amor»             |          |  |  |  |  |  |  |  |  |
| 5.  | «Aún Hay Algo»             |          |  |  |  |  |  |  |  |  |
| 6.  | «Este Corazón»             |          |  |  |  |  |  |  |  |  |
| 7.  | «Tu Amor»                  |          |  |  |  |  |  |  |  |  |
| 8.  | «Ser o Parecer»            |          |  |  |  |  |  |  |  |  |
| 9.  | «Celestial»                |          |  |  |  |  |  |  |  |  |
| 10. | «Inalcanzable»             |          |  |  |  |  |  |  |  |  |
| 11. | «Empezar Desde Cero»       |          |  |  |  |  |  |  |  |  |

| Bonus Track |                                      |          |  |
| N.º         | Título                               | Duración |  |
| 12.         | «Inalcanzable» (Karaoke Bonus Track) |          |  |
| 13.         | «The making of Empezar desde Cero»   |          |  |

## Posicionamiento

### Semanales
| País           | Lista (2008)               | Mejor Posición |
| -------------- | -------------------------- | -------------- |
| México         | Mexican Albums Charts      | 24             |
| España         | Spanish Albums Charts      | 49             |
| Croacia        | Croatian Albums Charts     | 2              |
| Estados Unidos | Billboard Top Latin Albums | 37             |
| Estados Unidos | Billboard Latin Pop Albums | 9              |

### Anuales
| País    | Lista (2008)       | Mejor Posición |
| ------- | ------------------ | -------------- |
| Ecuador | Top 10 más vendido | 6              |